# Camera 22
Camera 22 è stato un programma televisivo italiano, andato in onda per 4 puntate, dal 22 aprile al 13 maggio 1966, il venerdì alle ore 22, sul Secondo Canale della Rai.

## Descrizione
Il programma era un varietà musicale diverso dai soliti. Per la prima volta comparvero insieme in TV Raffaele e Mario Pisu, quest'ultimo nel ruolo dell'attore serio che cerca di convertire il fratello alla prosa. Ma Raffaele, insensibile agli inviti del più colto fratello maggiore, si esibiva invece in monologhi parodistici di notevole effetto comico. Gli intermezzi di Luigi Silori, nella parte del professore supponente e tradizionalista, contribuivano a creare dei siparietti comici un po' surreali. La direzione musicale fu affidata a Pino Calvi.
Il programma andava in onda il venerdì alle 22, orario desueto, allora, per un programma di intrattenimento.
La sigla finale era il brano Quasi un'ora insieme, interpretata dal cantante Alexander, che non lasciò importanti tracce di sé nella storia della musica italiana.